# إدجيل باي

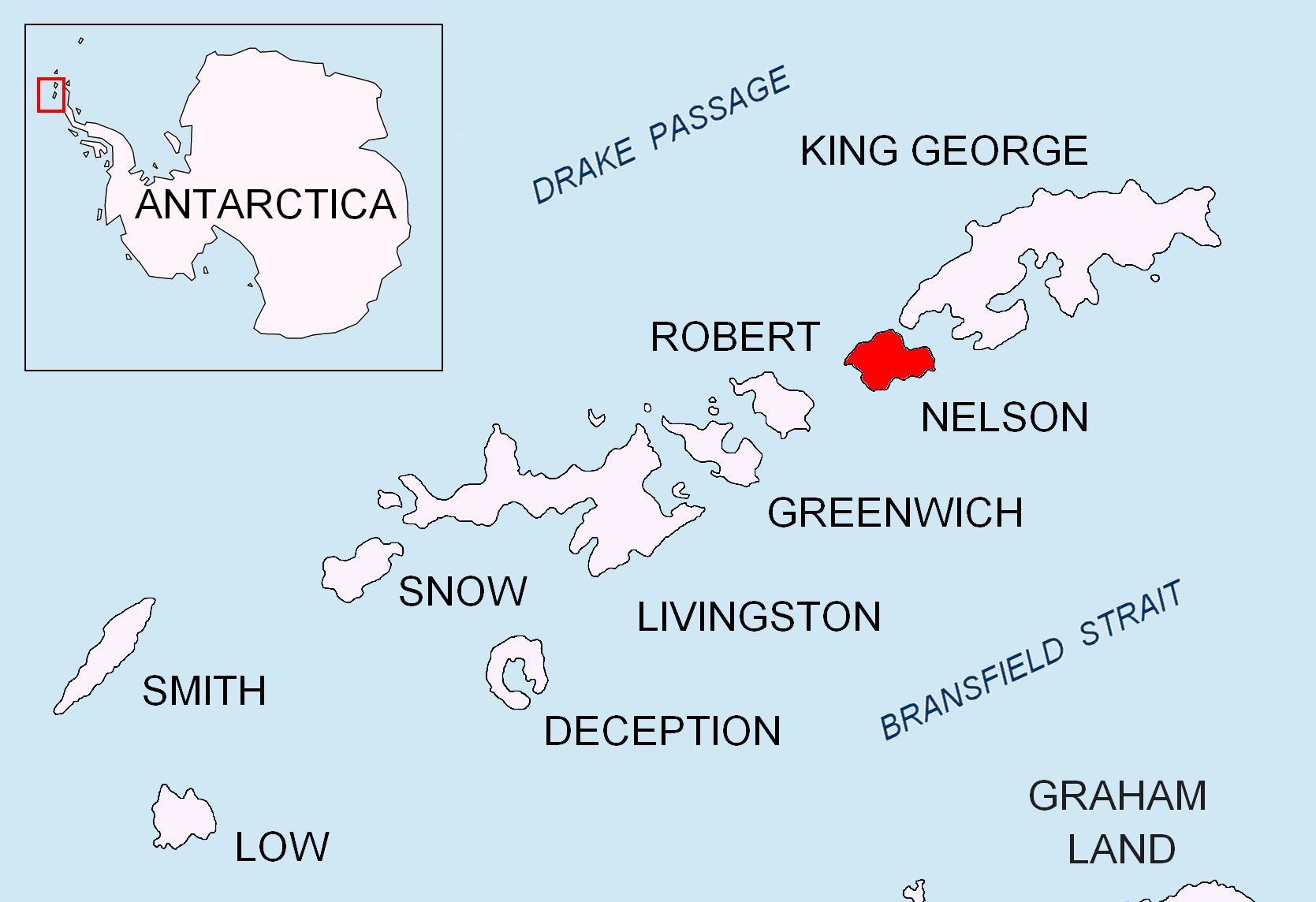
موقع جزيرة نيلسون في جزر جنوب شيتلاند.

إدجيل باي (بالإنجليزية: Edgell Bay)، هو عبارة عن خليج بطول 1.5 ميل بحري (3 كم) وعرض المسافة البادئة للشمال الشرقي جانب من جزيرة نيلسون، في جزر جنوب شيتلاند. يطل "سبايرو هيل" على الخليج. يظهر هذا الخليج في مخطط تقريبي على مخطط باول لجزر جنوب شيتلاند الذي نُشر في عام 1822. وقد أعاد أفراد تحقيقات الاستكشاف رسمه خلال الفترة من 1934 إلى 1935 من قبل أفراد تحقيقات ديسكفري في ديسكفري 2، الذين أطلقوا عليه اسم نائب الأدميرال السير جون أوغسطين إيدجيل، البحرية الملكية.